# Норма управляемости
Норма управляемости —  это количество людей, которыми непосредственно управляет руководитель, которые находятся в его непосредственном подчинении. Оптимальная норма управляемости – 7 человек. Это обусловлено особенностью оперативной памяти человека: хранить информацию о семи несвязанных между собой объектах. В реальной жизни норма управляемости может достигать 40 человек.  Норма управляемости зависит от способностей, опыта руководителя, а также от однородности выполняемых задач.

## Применение
Показатель Норма управляемости активно используется в управлении персоналом при определении организационной структуры аппарата управления организаций и сравнительного сопоставления численности руководителей низшего, среднего и высшего звеньев управления.

## Факторы влияющие на норму управляемости
Норма управляемости зависит от следующих факторов:
- вид деятельности организации;
- расположение объектов управления — из-за географической разнесённости филиалов или отделений организации в ряде случаев невозможно добиться оптимальных показателей управляемости;
- квалификация сотрудников — уровень контроля за деятельностью сотрудников зависит от навыков и мотивации сотрудников, так согласно теории X и Y в случае когда сотрудники избегают работы они должны быть под пристальным наблюдением, для чего необходима иерархическая структура с пониженной нормой управляемости на каждом уровне.
- тип организационной структуры (иерархическая, матричная, проектная),
- уровень стандартизации задач.
- уровень автоматизации деятельности и др.

Для руководящих должностей в подразделениях могут применяться следующие значения показателей нормы управляемости:
- при значительном объёме нестандартных работ требующих высокой квалификации сотрудников — 5-7 человек;[источник не указан 2836 дней]
- в подразделениях с устоявшимися стандартизованными процедурами — 10-12 человек;[источник не указан 2836 дней]
- для стандартизованных типовых работ (управление рабочими в цехах и т. п.) — 15-17 человек.[источник не указан 2836 дней]